# Reprezentacja Austrii w koszykówce kobiet
Reprezentacja Austrii w koszykówce kobiet - drużyna, która reprezentuje Austrię w koszykówce kobiet. Za jej funkcjonowanie odpowiedzialny jest Austriacki Związek Koszykówki.